# Квадрика
Квадрика — n-вимірна гіперповерхня в n+1-вимірному просторі, що задана як множина нулів многочлена другого степеня. Якщо ввести координати {x1, x2, ..., xn+1} (в евклідовому або афінному просторі), загальне рівняння квадрики матиме вигляд
{\displaystyle \sum _{i,j=1}^{n+1}x_{i}Q_{ij}x_{j}+\sum _{i=1}^{n+1}P_{i}x_{i}+R=0.}
Це рівняння можна записати більш компактно в матричних термінах:
{\displaystyle \mathrm {X} Q\mathrm {X} ^{T}+P\mathrm {X} ^{T}+R=0\,}
де X={x1, x2, ..., xn+1}  — вектор-рядок;

XT — транспонований вектор-рядок (тобто вектор-стовпець); 

Q — матриця розміру (n+1)×(n+1) (передбачається, що хоча б один її елемент ненульовий);

P — (n+1)-вимірний вектор-рядок;

R — константа. 
Найбільш часто розглядають квадрики над дійсними або комплексними числами. Означення можна поширити на квадрики в проєктивному просторі.
Більш загально, множину нулів системи поліноміальних рівнянь можна розглядати як алгебричний многовид. Таким чином, квадрика є (аффінним або проєктивним) алгебричним многовидом другого степеня і ковимірності 1.

## Квадрика в евклідовому просторі
Квадрики на евклідовій площині відповідають випадку n = 1, тобто є плоскими кривими. Зазвичай їх називають не квадриками, а коніками або конічними перетинами.

Еліпс (e = 1/2), парабола (e=1) і гіпербола (e = 2) з фіксованим фокусом F та директрисою.

Квадрики в (тривимірному дійсному) евклідовому просторі мають розмірність n = 2 і називаються поверхнями другого порядку. Провівши ортогональну заміну базису, будь-яку квадрику в евклідовому просторі можна звести до нормальної форми. У тривимірному евклідовому просторі існує 17 таких форм. З них 5 є невиродженими (тобто відповідна їм білінійна форма Q є невиродженою). Вироджені форми можуть мати вигляд двох площин (паралельних, або таких, що перетинаються), двох прямих (паралельних, або таких, що перетинаються), точки, а також є випадок квадрики, яка не містить дійсних точок.
| Невироджені дійсні квадрики в евклідовому просторі             | Невироджені дійсні квадрики в евклідовому просторі                               | Невироджені дійсні квадрики в евклідовому просторі |
| -------------------------------------------------------------- | -------------------------------------------------------------------------------- | -------------------------------------------------- |
| Еліпсоїд                                                       | {\displaystyle {x^{2} \over a^{2}}+{y^{2} \over b^{2}}+{z^{2} \over c^{2}}=1\,}  |                                                    |
| Сфероїд (спеціальна форма еліпсоїда)                           | {\displaystyle {x^{2} \over a^{2}}+{y^{2} \over a^{2}}+{z^{2} \over b^{2}}=1\,}  |                                                    |
| Сфера (спеціальна форма сфероїда)                              | {\displaystyle {x^{2} \over a^{2}}+{y^{2} \over a^{2}}+{z^{2} \over a^{2}}=1\,}  |                                                    |
| Еліптичний параболоїд                                          | {\displaystyle {x^{2} \over a^{2}}+{y^{2} \over b^{2}}-z=0\,}                    |                                                    |
| Круговий параболоїд (спеціальна форма еліптичного параболоїда) | {\displaystyle {x^{2} \over a^{2}}+{y^{2} \over a^{2}}-z=0\,}                    |                                                    |
| Гіперболічний параболоїд                                       | {\displaystyle {x^{2} \over a^{2}}-{y^{2} \over b^{2}}-z=0\,}                    |                                                    |
| Однопорожнинний гіперболоїд                                    | {\displaystyle {x^{2} \over a^{2}}+{y^{2} \over b^{2}}-{z^{2} \over c^{2}}=1\,}  |                                                    |
| Двопорожнинний гіперболоїд                                     | {\displaystyle {x^{2} \over a^{2}}+{y^{2} \over b^{2}}-{z^{2} \over c^{2}}=-1\,} |                                                    |
| Вироджені квадрики в евклідовому просторі                      |                                                                                  |                                                    |
| Еліптичний конус                                               | {\displaystyle {x^{2} \over a^{2}}+{y^{2} \over b^{2}}-{z^{2} \over c^{2}}=0\,}  |                                                    |
| Круговий конус (спеціальна форма еліптичного конуса)           | {\displaystyle {x^{2} \over a^{2}}+{y^{2} \over a^{2}}-{z^{2} \over b^{2}}=0\,}  |                                                    |
| Еліптичний циліндр                                             | {\displaystyle {x^{2} \over a^{2}}+{y^{2} \over b^{2}}=1\,}                      |                                                    |
| Круговий циліндр (спеціальна форма еліптичного циліндра)       | {\displaystyle {x^{2} \over a^{2}}+{y^{2} \over a^{2}}=1\,}                      |                                                    |
| Гіперболічний циліндр                                          | {\displaystyle {x^{2} \over a^{2}}-{y^{2} \over b^{2}}=1\,}                      |                                                    |
| Параболічний циліндр                                           | {\displaystyle x^{2}+2ay=0\,}                                                    |                                                    |

## Афінний та проєктивний простір
Класифікація квадрик у тривимірному афінному просторі збігається з класифікацією квадрик в евклідовому просторі. Різниця полягає в тому, що будь-які дві квадрики з одного класу можна перевести одну в одну афінним перетворенням, тоді як відповідне ортогональне перетворення існує не завжди (наприклад, еліпсоїд {\displaystyle x^{2}+y^{2}+z^{2}=1} неможливо перевести рухом в еліпсоїд {\displaystyle 2x^{2}+2y^{2}+2z^{2}=1}).
Від квадрики в афінному просторі можна перейти до квадрики в проєктивному просторі, ввівши однорідні координати. Нехай у афінному просторі введені координати {\displaystyle (x_{1},x_{2},\ldots x_{n+1}),} тоді в рівнянні квадрики достатньо помножити лінійні члени на {\displaystyle x_{0},} а вільний член на {\displaystyle x_{0}^{2}.} Рівняння проєктивної квадрики в однорідних координатах має вигляд
{\displaystyle Q(x)=\sum _{ij}a_{ij}x_{i}x_{j}=0.}
Без обмеження загальности можна вважати, що матриця {\displaystyle Q} симетрична, тобто {\displaystyle a_{ij}=a_{ji}.} Проєктивна квадрика називається невиродженою, якщо відповідна їй квадратична форма невироджена.
У дійсному проєктивному просторі, відповідно до закону інерції, будь-яку невироджену квадратичну форму можна звести (проєктивним перетворенням) до вигляду
{\displaystyle Q(x)=\pm x_{0}^{2}\pm x_{1}^{2}\pm \cdots \pm x_{n+1}^{2}}
Оскільки сигнатура квадратичної форми є її інваріантом, в розмірності n = 2 існує рівно три класи еквівалентности:
{\displaystyle Q(x)={\begin{cases}x_{0}^{2}+x_{1}^{2}+x_{2}^{2}+x_{3}^{2}\\x_{0}^{2}+x_{1}^{2}+x_{2}^{2}-x_{3}^{2}\\x_{0}^{2}+x_{1}^{2}-x_{2}^{2}-x_{3}^{2}\end{cases}}}
Еліпсоїд, еліптичний параболоїд і двопорожнинний гіперболоїд належать другому класу, а гіперболічний параболоїд і однопорожнинний гіперболоїд — третьому (останні дві квадрики є прикладами лінійчатих поверхонь). Жодна квадрика в дійсному проєктивному просторі не належить першому класу, тому що відповідне рівняння визначає точку, а не поверхню. У комплексному проєктивному просторі всі невироджені квадрики еквівалентні.

## Імовірність і статистика
Еліптичний розподіл, узагальнює багатовимірний нормальний розподіл і використовується в галузі фінансів, може бути визначеним з точки зору його функцій щільності. Коли він існує, функції щільності F мають структуру:
{\displaystyle f(x)=k\cdot g((x-\mu )\Sigma ^{-1}(x-\mu )^{T})}
де {\displaystyle k} це масштабний коефіцієнт, {\displaystyle x} це {\displaystyle n}-мірний випадковий вектор-рядок з середнім вектором {\displaystyle \mu }, {\displaystyle \Sigma } це позитивна матриця, яка пропорційна коваріаційній матриці, якщо остання існує, та {\displaystyle g} є функцією, що відображає від невід'ємних до невід'ємних чисел кінцеву площу під кривою. Багатовимірний нормальний розподіл є окремим випадком, в якому{\displaystyle g(z)=e^{-z/2}} для квадратичної форми {\displaystyle z}.
Таким чином, функція щільності є скалярним перетворенням квадратичного виразу. Крім того, рівняння для будь-якої поверхні з щільністю заявляє, що квадратичний вираз дорівнює деякій константі, що відносяться до цього значення щільності.